# هندسة زراعية
الهندسة الزراعية هي تطبيقات هندسية في مجالات الزراعة وتعد جزء من علوم الهندسة وتتفرع إلى عدة مجالات منها الإنتاج الزراعي ومنها إدارة الموارد الطبيعية، والمهندسون الزراعيون يطبّقون معرفة ومهارات هندستهم لحلّ مشاكل تتعلّق بالإنتاج الزراعي المستمر، ويؤدون أعمال التصميم الزراعي وتصميم الآليات والأجهزة الزراعية ويؤدّون مهام التخطيط، والإشراف ويديرون إنتاج خطط كخطط معامل الألبان المتدفّقة والريّ والتصريف ويطوّرون الطرق لحفظ التربة والماء، كذلك يعمل المهندسون الزراعيون على تقدير التأثيرات البيئية ويترجمون نتائج البحث ويطبّقون الممارسات ذات العلاقة. وبعض الخاصيّات تتضمّن النظام الكهربائي وآليات تصميم التراكيب وعلم البيئة والغذاء وتحسين ومعالجة المنتج الزراعي.

## أقسام الهندسة الزراعية
- هندسة الري والصرف الزراعي
- الميكنة الزراعية
- صناعات غذائية
- تصميم الحدائق واللاندسكيب (هندسة الحدائق)
- التربة إدارتها وتحسينها، وتتضمن التعرية والتحكم بها
- إدارة المخلفات والتي تتضمن مخلفات الحيوانات، مخلفات الزراعية

(أنتاج نباتي )
(أنتاج حيواني)

## مواضيع متعلقة
- زراعة
- زراعة آلية